# Ocypus nitens

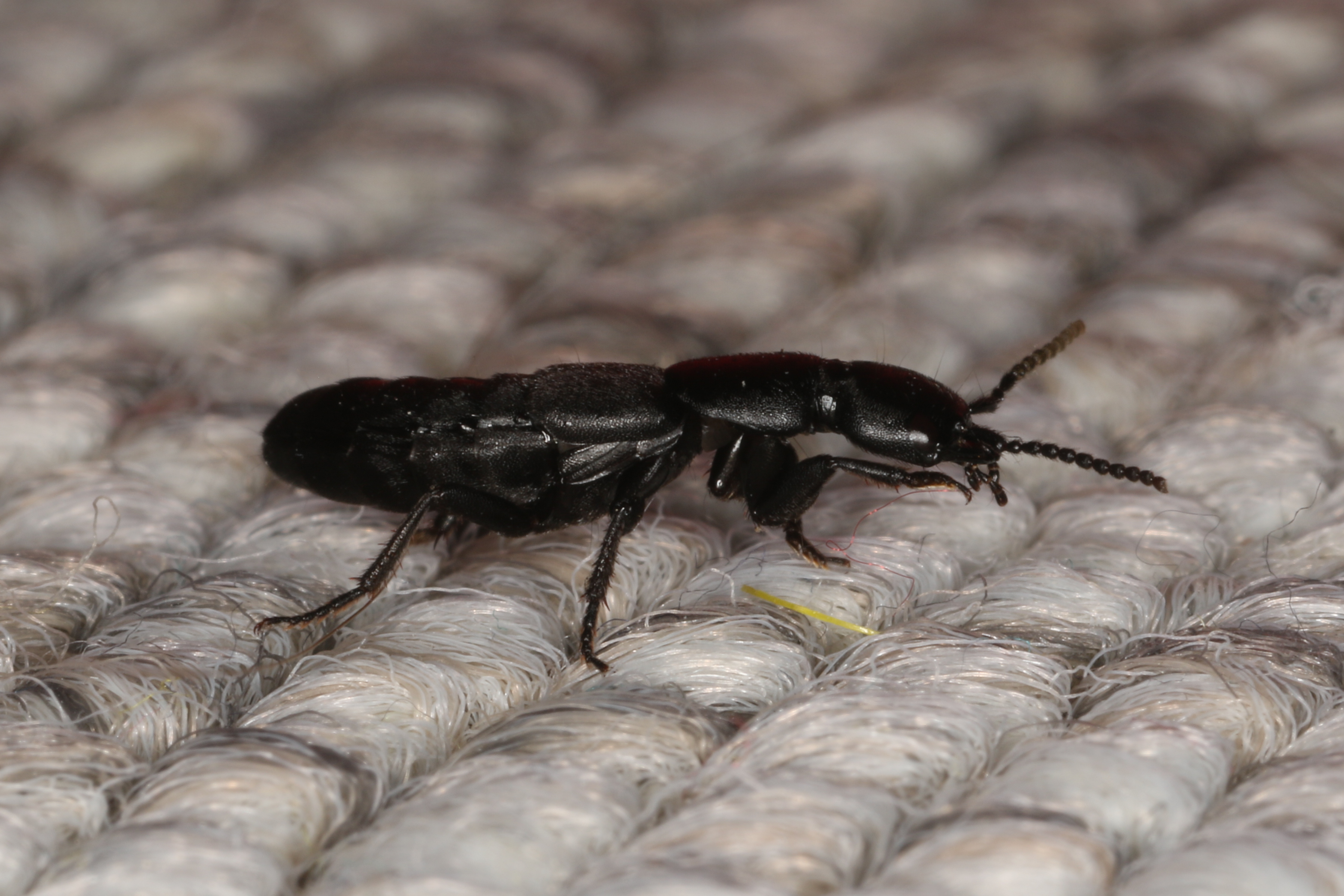
Ocypus nitens

Ocypus (Matidus) nitens (syn. Ocypus nero, Ocypus similis) ist ein Käfer aus der großen Familie der Kurzflügler und der Unterfamilie Staphylininae.

## Merkmale
Die schwarzen Käfer gehören mit einer Körperlänge von 16 bis 20 Millimetern zu den größeren Vertretern ihrer Unterfamilie. Sie besitzen kräftige Mandibeln. Über den gleichmäßig, kräftig und dicht punktierten Halsschild verläuft eine punktfreie Mittellinie.
Mit ihrem stark konvexen Kopf und Pronotum ist die Art Ocypus nitens von dem sehr ähnlichen Kurzflügler Tasgius melanarius zu unterscheiden, der dorsoventral wesentlich flacher gebaut ist.

## Vorkommen
Die Käferart kommt in der westlichen Paläarktis vor. In Europa ist sie weit verbreitet. Nach Osten reicht das Verbreitungsgebiet über den Kaukasus und Kleinasien bis in den Mittleren Osten (Iran). In Nordamerika wurde Ocypus nitens eingeschleppt. Dort ist der Käfer seit 1944 an der nördlichen Ostküste der Vereinigten Staaten mittlerweile von Maine bis New York und in Kanada (Ontario) vertreten.

## Lebensweise
Die Käferart bevorzugt feuchte Lebensräume, beispielsweise in Wäldern oder sumpfigem Gelände. Man findet die Käfer unter loser Rinde, Laub und Moos sowie in Detritus. Der Käfer ist ein Kulturfolger und oft in der Nähe menschlicher Siedlungen zu finden. Er kommt auch in gestörten Habitaten gut zurecht.